# Robert Heidenreich (Politiker)
Robert Heidenreich (* 2. April 1883 in Eisleben; † nach 1932) war ein deutscher Politiker (DVP).

## Leben
Nach dem Volksschulabschluss absolvierte Heidenreich von 1897 bis 1899 eine kaufmännische Lehre in einer Schuhfabrik und besuchte die kaufmännische Fortbildungsschule. Im Anschluss arbeitete er als Handlungsgehilfe bei der Mansfelder Kupferschiefer bauenden Gewerkschaft, von 1899 bis 1906 in der Hauptverwaltung in Eisleben und von 1906 bis 1911 beim Kupfer- und Messingwerk in Rothenburg. Seine Tätigkeiten umfassten die Buchhaltung, die Korrespondenz, die Materialienverwaltung sowie den Einkauf. Von 1911 bis Juli 1919 wurde er als Disponent und danach bis 1926 als Prokurist bei einer Maschinenfabrik in Halle beschäftigt. Ab 1927 war er als Vertreter für Industriebetriebe tätig. Neben seinen beruflichen Aufgaben war er Zweiter Vorsitzender und Mitglied des Neunerausschusses des Aufsichtsrates im Deutschnationalen Handlungsgehilfenverband und Mitglied des Aufsichtsrates der Deutschnationalen Krankenkasse.
Heidenreich war von 1909 bis 1911 Gemeindeverordneter in Rothenburg. Nach dem Ersten Weltkrieg trat er in die Deutsche Volkspartei (DVP) ein. Im Februar 1921 wurde er als Abgeordneter in den Preußischen Landtag gewählt, dem er ohne Unterbrechung bis zum Ende der dritten Legislaturperiode 1932 angehörte. Im Parlament vertrat er den Wahlkreis 11 (Merseburg).